# 魚皮衣

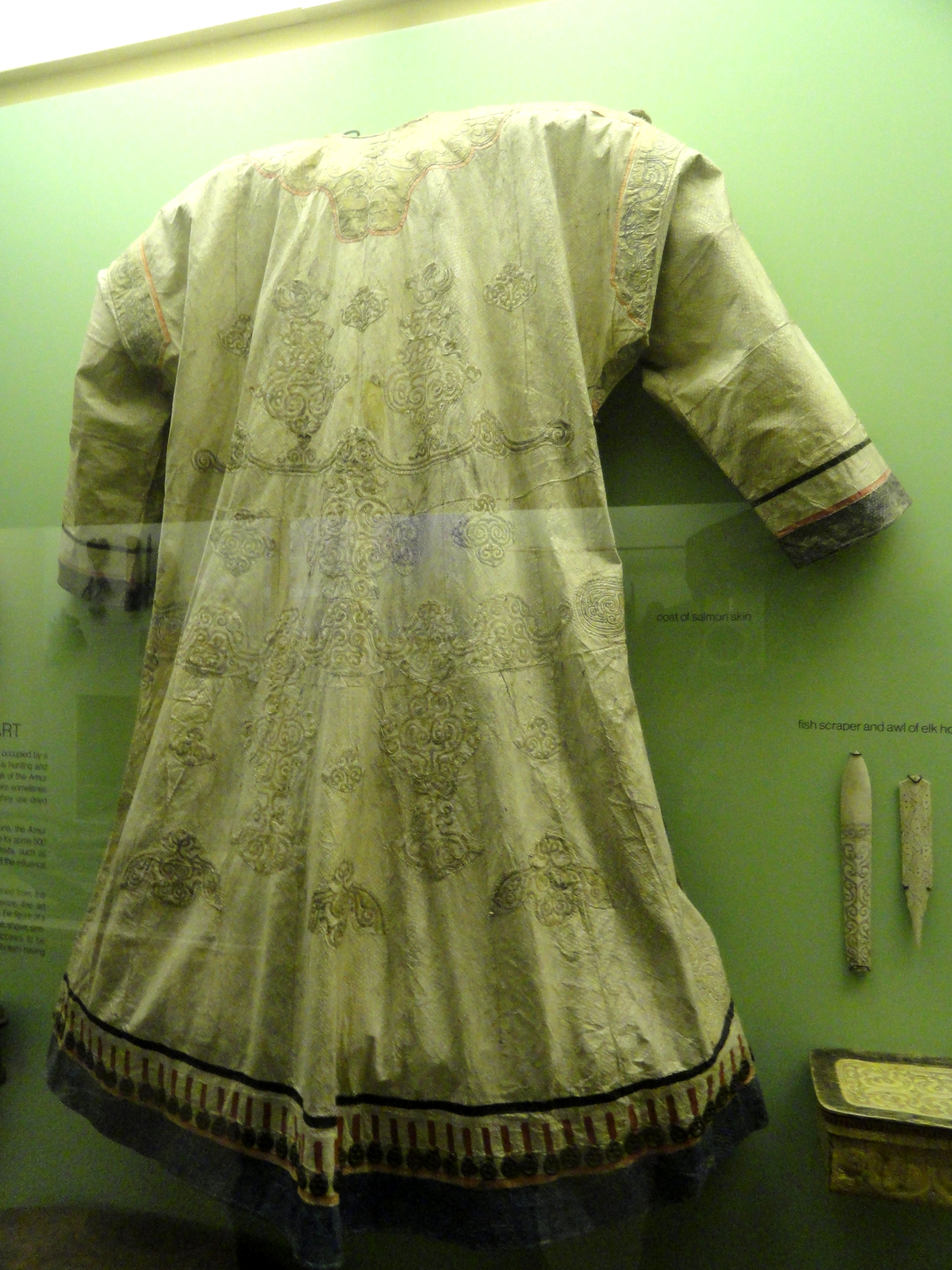
ナナイの魚皮衣。アメリカ自然史博物館所蔵。

魚皮衣（ぎょひい）は、ユーラシア北部の諸民族が着用する、魚の皮を鞣して作った衣服。北欧のヴァイキング、シベリアのオビ川流域に住むマンシとハンティ、ツンドラ地域に住むネネツ、アムール川中流域およびその支流である松花江流域に住むナナイ、アムール川下流域のネギダール、ニヴフ、ウデヘ、ウリチ、オロチ、サハリンのオロチョン族、アイヌなどが利用していた。なかでもナナイは「魚皮韃子」、すなわち「魚皮衣を着た韃靼人」とも呼ばれ、魚皮を広範に利用する民族として著名であった。

## 歴史
清代の1751年に出版された『皇清職貢圖』には赫哲族（ナナイ）について「女の衣服には魚皮が多く使われる」との記述があり、魚皮衣を着た女性が犬ぞりに乗る姿と、女性が斧のような道具を用いて魚皮を鞣す姿を挿絵に描いている。また、1809年に樺太からアムール川流域を探検した間宮林蔵は、当時の樺太アイヌ、オロッコ（ウィルタ）、スメレンクル（ニヴフ）が生活資料として魚皮を多用し、衣服としても用いていたことを報告している。
ベルトルト・ラウファーらモリス・ケッチャム・ジェサップの後援する北太平洋調査隊は、1898年から1899年にかけてアムール川下流域およびサハリンの少数民族を調査した。この調査の報告のひとつとしてラウファーはゴルド（ナナイ）・ギリヤーク（ニヴフ）・アイヌの独自の民族芸術文化について『アムール河諸族の装飾芸術』(1902年)というモノグラフを発表し、魚皮衣についても背面に文様群をもつ女性の衣服10点を取り上げ、その文様構成を詳しく分析した。

## 形態

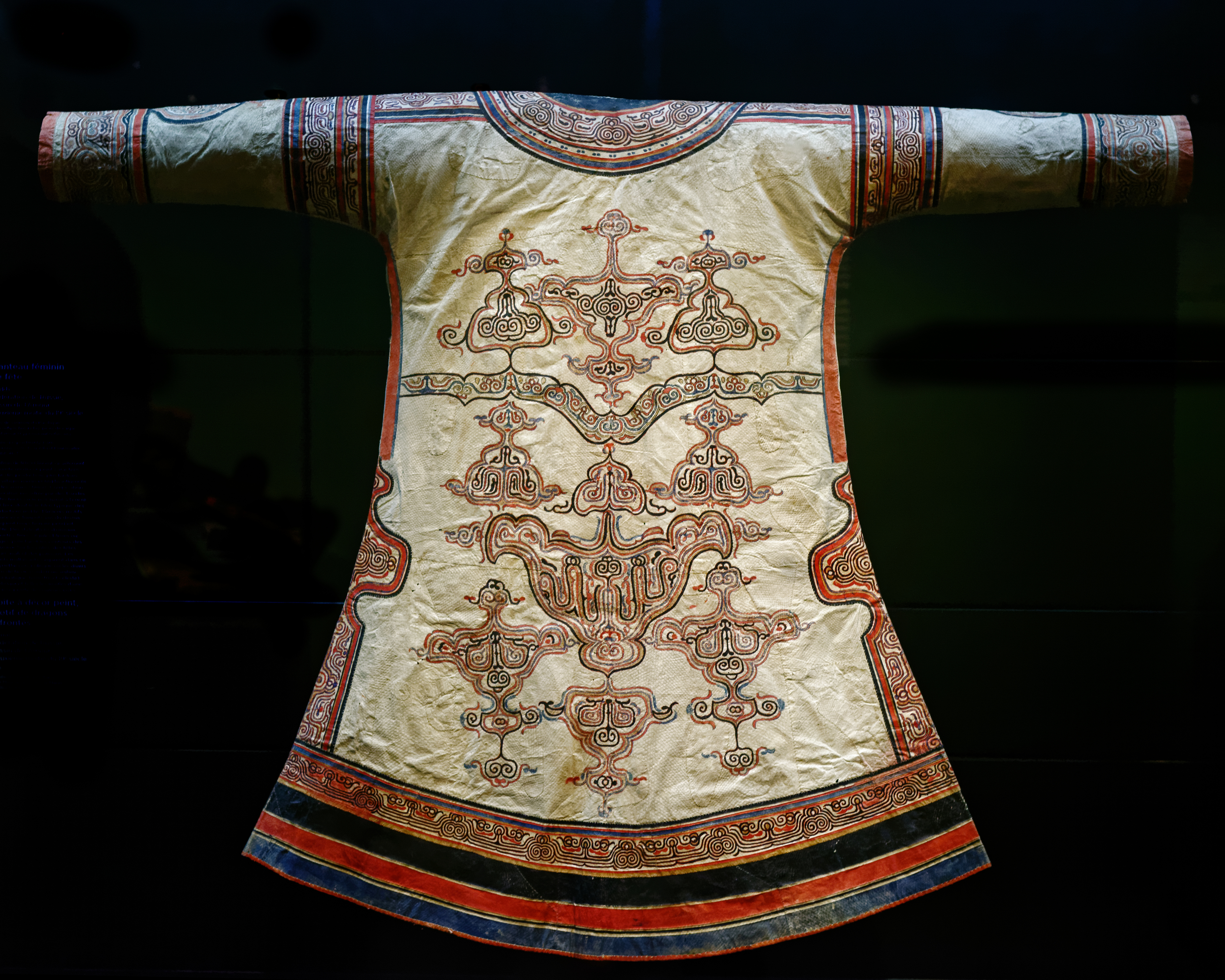
ニヴフの魚皮衣（19世紀）。ケ・ブランリ美術館所蔵。

橋本康子は、魚皮衣を満州服・モンゴル服に類似したものとアイヌ型の2系統に分類し、満州服に類似したものが現れる以前、エヴェンキの衣服に類似した形態があった可能性を指摘している。
魚皮はなめされる過程で、鰭の部分に穴が開くため、衣服として縫製する際には小さな魚皮で穴埋めをする必要がある。この技法はのちにアップリケとして発達した。

### 文様
ラウファーは、アムール川流域諸民族の文様を
1. 帯状文
2. 渦巻文
3. 鶏文
4. 魚文
5. 龍文
6. 鹿文
7. 部分的動物文
8. 花葉文

の6種類に分類した。
これらの文様の意匠に熊、クロテン、カワウソ、チョウザメ、鮭といったアムール川流域での生活に密接にかかわる生物が現れず、中国の神話的生物である蝶、コウモリ、龍、鳳凰、亀、クモ、トカゲ、蛇、蛙が現れることから、彼らの意匠には中国あるいは日本文化からの強い影響があることを指摘した。また、魚皮衣の文様構成の中心的意匠は鶏であるとし、魚をそれに付随するモチーフであると記述している。
こうした考察は、先史時代からの文様の連続性を主張するロシアの研究者らを中心に批判されている。オクラードニコフはアムール諸民族が古来の伝統を頑固に保持していると考え、土器や岩壁画の分析から、古代と現代とに共通する文様として
1. アムール網目文
2. 鱗文
3. サルに似た渦巻文
4. トナカイ
5. 水鳥
6. 龍もしくは蛇
7. 銅銭類似文
8. メアンダー文
9. カッコ文（アイウシ文）

を挙げている。しかし、こうした考察は、古代から中世の時期における文様の連続性を示す物証の少なさうえに、十分に証明することができていない。

## 製法

### 原料
ナナイは魚皮衣の素材としてシロザケ、ベニザケ、マンシュウマス、アムールナマズ、コイ、カワメンタイ、チョウザメ、アムールパイク、ワイヘットナマズ、チョウコウイトウ、アムールイトウなどを用いる。
ウデヘを調査したズヴィデナヤとノビコーワは、ウデヘ、ナナイ、オロチといった諸民族が魚皮の水を通さないという特徴を好んでおり、漁労用の衣服や靴の原料として多用したことを記述している。

### 皮なめし
ナナイ人は、
1. 魚皮のはぎ取り
2. 皮の清掃
3. 皮の乾燥
4. 皮のなめし加工

という4つの手順で魚皮をなめす。
ハバロフスク地方サカチ・アリャンのナナイは鋭いナイフで魚に切り込みを入れ、鹿の中手骨で作ったナイフ（Sogboko）で皮をはぎ取る。その後、鋭い金属製のナイフで皮についた肉と脂肪をこそぎ、水と洗剤で洗浄する。洗い終わった魚皮は塩、 酢、重曹を入れた皮なめし溶液に漬け込み、乾燥させたのち、ビロード状になるまで柔らかくもまれる。
黒竜江省同江市街津口村のナナイは皮をはぎ取るために木製のナイフ、魚皮の洗浄に白樺の木灰を溶かした水を用いる。また、皮を剥いた魚の肉を用いて「殺生魚」という料理をつくり、親族をもてなす。
皮なめしの技術は民族によりまちまちであり、佐々木利和は樺太アイヌの魚皮衣はナナイのものと比較すると硬く、北海道アイヌの皮なめし技術はさらに不完全であると述べる。

## 現代
アイヌの靴（ケリ）など伝統的な製法の一部は失われている。
ヨーロッパでは、動物の毛皮の代用品としての利用が行われている。